# 우제돔섬
우제돔섬(독일어: Usedom) 또는 우즈남섬(폴란드어: Uznam)은 발트해에 위치한 섬으로 오데르강 어귀의 슈체친 석호 북쪽에 위치한다. 섬의 전체 면적은 445km2이며 이 가운데 373km2는 독일 메클렌부르크포어포메른주, 72km2는 폴란드 서포모제주에 속한다. 섬의 전체 인구는 76,500명이며 독일령 인구는 31,500명, 폴란드령 인구는 45,000명이다.
포메라니아 지방에서 뤼겐섬에 이어 2번째로 큰 섬이다. 1906년부터 독일과 폴란드에서 햇볕이 잘 드는 곳으로 여겨졌기 때문에 "태양의 섬"이라는 별명으로 부르기도 한다. 섬의 주요 산업은 관광업, 어업, 농업이다. 섬의 동쪽에는 시비나강을 사이에 두고 서로 떨어져 있는 볼린섬이 위치한다.
5세기부터 7세기 사이에 슬라브족 계열의 민족인 폴라비아인이 거주했으며 1128년부터 포메라니아 공국의 지배를 받았다. 30년 전쟁이 진행 중이던 1630년 6월 26일에는 구스타브 2세 아돌프 국왕이 이끄는 스웨덴 군대가 독일을 침공하기 위해 이 곳에 상륙했다. 18세기부터는 베를린을 비롯한 독일 대도시에서 가까운 휴양지로 여겨졌다. 1945년 나치 독일이 제2차 세계 대전에서 패배한 뒤에 포츠담 회담에 따라 시비노우이시치에시와 항구를 포함한 섬 동반부가 폴란드에 할양되었으며 이 지역에 살고 있던 독일인들이 서쪽으로 추방당했다.

## 같이 보기
- 국경으로 나뉜 섬 목록